# 심리생리학
심리생리학(Psychophysiology)은 어원으로는 그리스어 ψῡχή, psȳkhē, "호흡, 생명, 영혼" 과  φύσις, "물리학, 자연, 기원"의 -λογία, -logia이며 이는 심리적 과정의 생리학적 기초와 관련된 심리학의 한 분기이다. 심리생리학은 1960년대와 1970년대에 일반적인 광범위한 연구 분야였지만 이후로는 상당히 세분화 및 전문화되어 사회 심리생리학, 심혈관 심리생리학,인지 심리 생리학,인지 신경 과학과 같은 하위 전문화 영역과 연관되었다.

## 증상
한편 DSM-II는 심리생리적 장애(Psychophysiological Disorder)이라는 표현이 DSM-III부터는 신체증상을 야기하는 심리요인(Psychological factors affecting physical conditions), DSM-IV에서는 의학적상태에 영향을주는 심리요인(Psychological factors affecting medical condition)등으로 언급되었으며 DSM-5에서는 이러한 스트레스 또는 건강에 적절하지못한 행동과 같은 심리적 요인의 심인적 행동이 면역력에 부정적 영향을 끼칠수있다는 전제에서 의학적 질병의 병원체에서와 같은 메커니즘처럼 작용할 수 있는 점을 주요하게 고려했다. DSM-5에서의 진단명은 의학적상태에 영향을주는 심리요인(Psychological factors affecting other medical conditions)로 언급됐다.

## 같이 보기
- 행동 신경과학
- A형 B형 성격이론(Type A and Type B personality theory)
- 전환 장애